# Annamaria Tonini
Annamaria Tonini (Roma, 20 giugno 1931 – Roma, 31 ottobre 2023) è stata una cestista italiana.

## Carriera
Ha giocato in Serie A fra il 1948 e il 1952, con l'Indomita Roma, squadra allenata da Aldo Giordani e Muzio Toti, e unica compagine femminile romana ad aver vinto un campionato italiano di basket, quello del 1948-1949. 
Giocava come playmaker; pur non essendo, infatti, di statura elevata, la giocatrice si distingueva per una notevole abilità nel passaggio veloce del pallone e nella rapidità di spostamento sul campo.
Ha partecipato a trasferte internazionali con la squadra, in particolare in Jugoslavia, a Belgrado.

## Palmarès
- Campionato italiano: 1
  - Società Polisportiva Indomita Roma: 1948-1949